# سفارت آلمان در مسکو
سفارت آلمان در مسکو (به لاتین: Embassy of Germany) یک منطقهٔ مسکونی و نمایندگی سیاسی این کشور در روسیه است که در مسکو واقع شده‌است.